# Maja Piratinskaja
Maja Piratinskaja (rusky: Майя Пиратинская; * 6. dubna 1977 Jekatěrinburg) je bývalá ruská reprezentantka ve sportovním lezení, mistryně sportu Ruska mezinárodní třídy.
Pochází z horolezecké rodiny, otec Alexander Efimovič Piratinsky byl zasloužilý trenér a sportovní funkionář (v roce 2006 vedoucí ruské reprezentace sportovního lezení), v roce 2002 se podílela na přípravě nových pravidel horolezectví.

## Výkony a ocenění
- 1992: mistryně sportu Ruska
- 1998: mistryně sportu Ruska mezinárodní třídy[2]

### Závodní výsledky
| Mistrovství světa | Mistrovství světa | Mistrovství světa | Mistrovství světa | Mistrovství světa | Mistrovství světa | Mistrovství světa |
| Rok               | 1997              | 1999              | 2001              | 2003              | 2005              | 2007              |
| ----------------- | ----------------- | ----------------- | ----------------- | ----------------- | ----------------- | ----------------- |
| Rychlost          | 5-8               | 5-8               | 2                 | 5                 | 17                | 13                |

| Světový pohár       | Světový pohár | Světový pohár | Světový pohár | Světový pohár | Světový pohár | Světový pohár | Světový pohár | Světový pohár |
| Rok                 | 1998          | 1999          | 2000          | 2001          | 2002          | 2003          | 2004          | 2005          |
| ------------------- | ------------- | ------------- | ------------- | ------------- | ------------- | ------------- | ------------- | ------------- |
| Rychlost            | 6             | 8             | 13            | 7             | 2             | 4             | 6             | 34            |
| jednotlivě* (x/x/x) |               |               |               |               |               |               |               |               |

* poznámka: nalevo jsou poslední závody v roce
| Mistrovství Evropy | Mistrovství Evropy |
| Rok                | 2004               |
| ------------------ | ------------------ |
| Rychlost           | 3                  |